# Morrovalle
Morrovalle es una localidad y comune italiana de la provincia de Macerata, región de las Marcas, con 10 164 habitantes.

## Evolución demográfica
| Gráfica de evolución demográfica de Morrovalle entre 1861 y 2001 |
|                                                                  |
| Fuente ISTAT - elaboración gráfica de Wikipedia                  |